# Sector No Limits
 (juillet 2020).
Si vous disposez d'ouvrages ou d'articles de référence ou si vous connaissez des sites web de qualité traitant du thème abordé ici, merci de compléter l'article en donnant les références utiles à sa vérifiabilité et en les liant à la section « Notes et références ».
Sector No Limits (ou Sector) est une marque d'horlogerie italienne basée à Milan appartenant au groupe Morellato ayant son siège à Santa Giustina in Colle, dans la province de Padoue, en Vénétie.
Sector No Limits produit des montres de sport, de ville ainsi que des montres de plongée.

## Implication dans les sports extrêmes
Entre 1990 et 2001, la marque est connue pour sponsoriser plusieurs athlètes comme Gérard d'Aboville, Umberto Pelizzari, Bruno Peyron, Guy Delage, Dominique Perret, Manu Bertin, Mike Horn et utilise l'image de ces athlètes dans ses publicités.

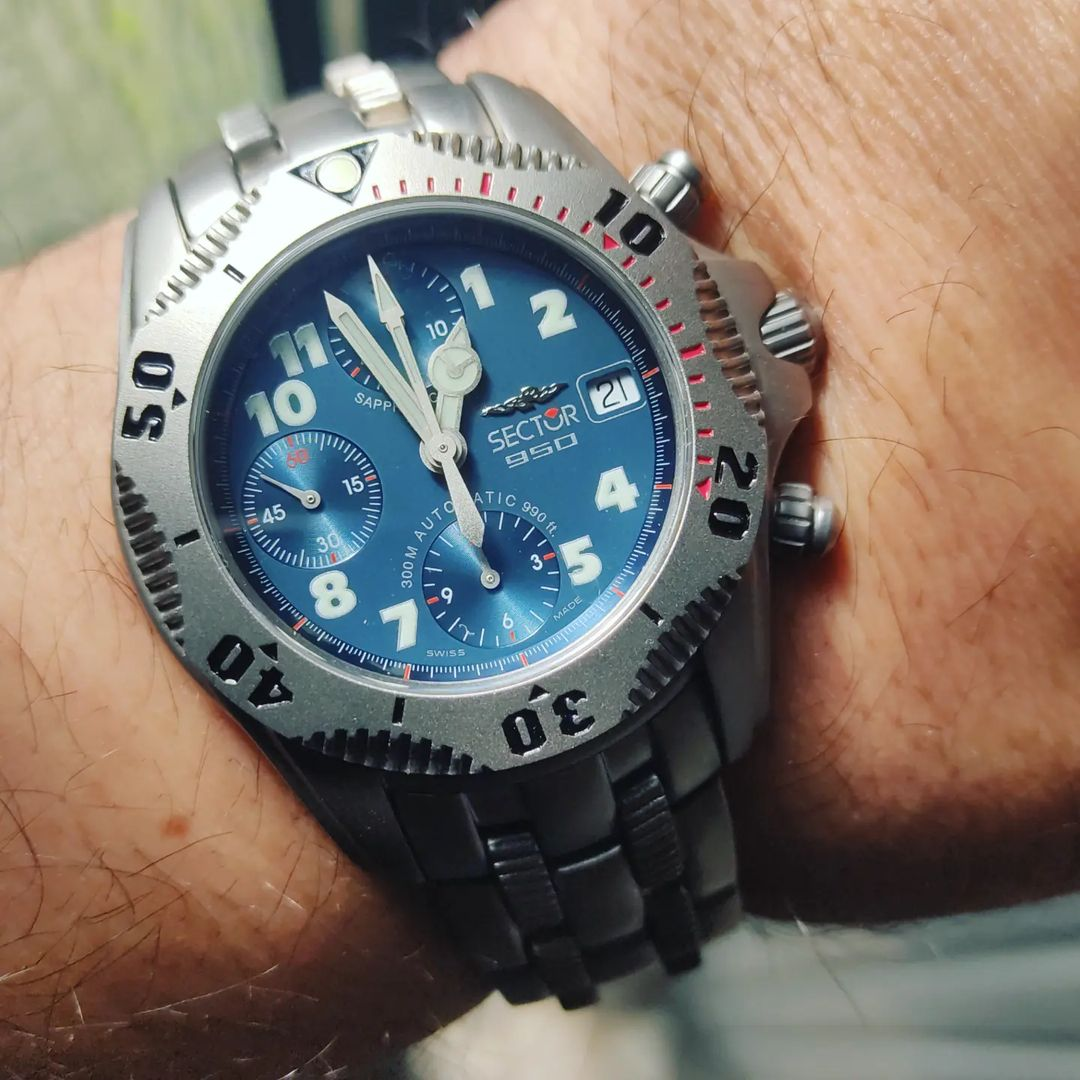
Sector No Limits 950. Valjoux 7750 Chrono Automatique. Titanium 300m.